# زبید
زُبید یکی از قبائل مشهور عرب است که قسمتی از آن امروزه در خوزستان سکونت دارد. نسب این قبیله به قبائل بزرگ مذحج می‌رسد و طبق نظر نسب شناسان زبید لقب نیای قدیم آنان منبه بن صعب بن سعدالعشیره بن مالک (همان مذحج) و فرعی از مجمع القبائل کَهلان بن سبا بن یشجب بن یعرب بن قحطان می‌باشد.
از دلاوران مشهور آنان به عمرو بن معدی کرب زبیدی اشاره می‌شود.